# Peter Lang (Schwimmer)
Peter Lang (* 24. Mai 1958 in Ludwigshafen) ist ein deutscher Schwimmer und Olympiateilnehmer. Der 1,91 m große und 84 kg schwere Athlet startete für die SSG Saar Max Ritter und den DSW 1912 Darmstadt.

## Leben
Peter Lang wuchs in Frankenthal (Pfalz) auf und begann mit dem Schwimmen beim Frankenthaler Schwimmverein, wo er zusammen mit seinem Bruder Stefan anfänglich von seinem Vater trainiert wurde. Der Vater selbst konnte auf eine erfolgreiche Schwimmerkarriere als Brustschwimmer zurückblicken. Nach dem Abitur am Albert-Einstein-Gymnasium in Frankenthal studierte er Architektur an der TH Darmstadt
und trat dem dortigen Schwimm- und Wassersportclub bei. Nach Beendigung seiner Schwimmlaufbahn arbeitet er als Architekt in der Metropolregion Rhein-Neckar.

## Karriere
Er gewann vier Deutsche Meisterschaften über 100 m Brust:
- 1980 in 1:03,77 min
- 1981 in 1:04,96 min
- 1982 in 1:04,90 min
- 1984 in 1:04,36 min

Über dieselbe Strecke startete er bei den Weltmeisterschaften 1982 in Guayaquil und kam in 1:04,72 min auf den achten und letzten Platz.
Als Teilnehmer an den Olympischen Spielen 1976 in Montreal und 1984 in Los Angeles erzielte er folgende Ergebnisse:
- 100 m Brust:
  - 1976 erreichte er das Semifinale, wo er mit 1:05,19 min Neunter wurde; die acht Besten schwammen alle deutlich unter 1:05 min
  - 1984 konnte er sich auf 1:04,43 min steigern und wurde Dritter des B-Finales.
- 200 m Brust:
  - 1976 reichte seine Zeit von 2:24,26 min nicht für den Einzug ins Finale.
  - 1984 schwamm er 2:24,60 min und verpasste damit sogar die Teilnahme am B-Finale.
- 4 × 100 m Lagenstaffel:
  - 1976 gewann Lang zusammen mit Klaus Steinbach, Walter Kusch, Michael Kraus, Peter Nocke und Dirk Braunleder in 3:47,29 min die Bronzemedaille hinter den USA (Gold in der Weltrekordzeit von 3:42,22 min) und Kanada (Silber in 3:45,94 min).